# Erin Springs
Erin Springs é uma cidade  localizada no estado norte-americano de Oklahoma, no Condado de Garvin.

## Demografia
Segundo o censo norte-americano de 2000, a sua população era de 114 habitantes.

## Geografia
De acordo com o United States Census Bureau tem uma área de
0,4 km², dos quais 0,4 km² cobertos por terra e 0,0 km² cobertos por água.

## Localidades na vizinhança
O diagrama seguinte representa as localidades num raio de 28 km ao redor de Erin Springs.